# Región fitogeográfica neotropical

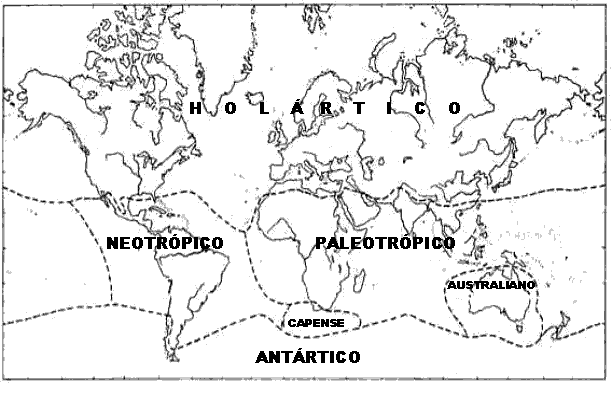
Mapa en el que se muestra el Reino fitogeográfico Neotropical.

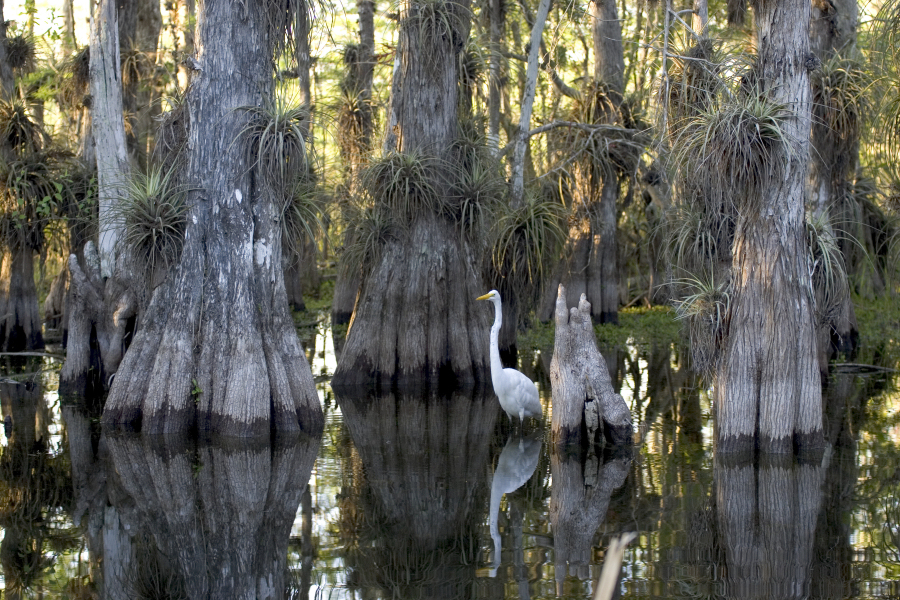
Bromelias epifitas sobre cipreses calvos (Taxodium ascendens) en el Parque nacional de los Everglades, Región fitogeográfica Neotropical.

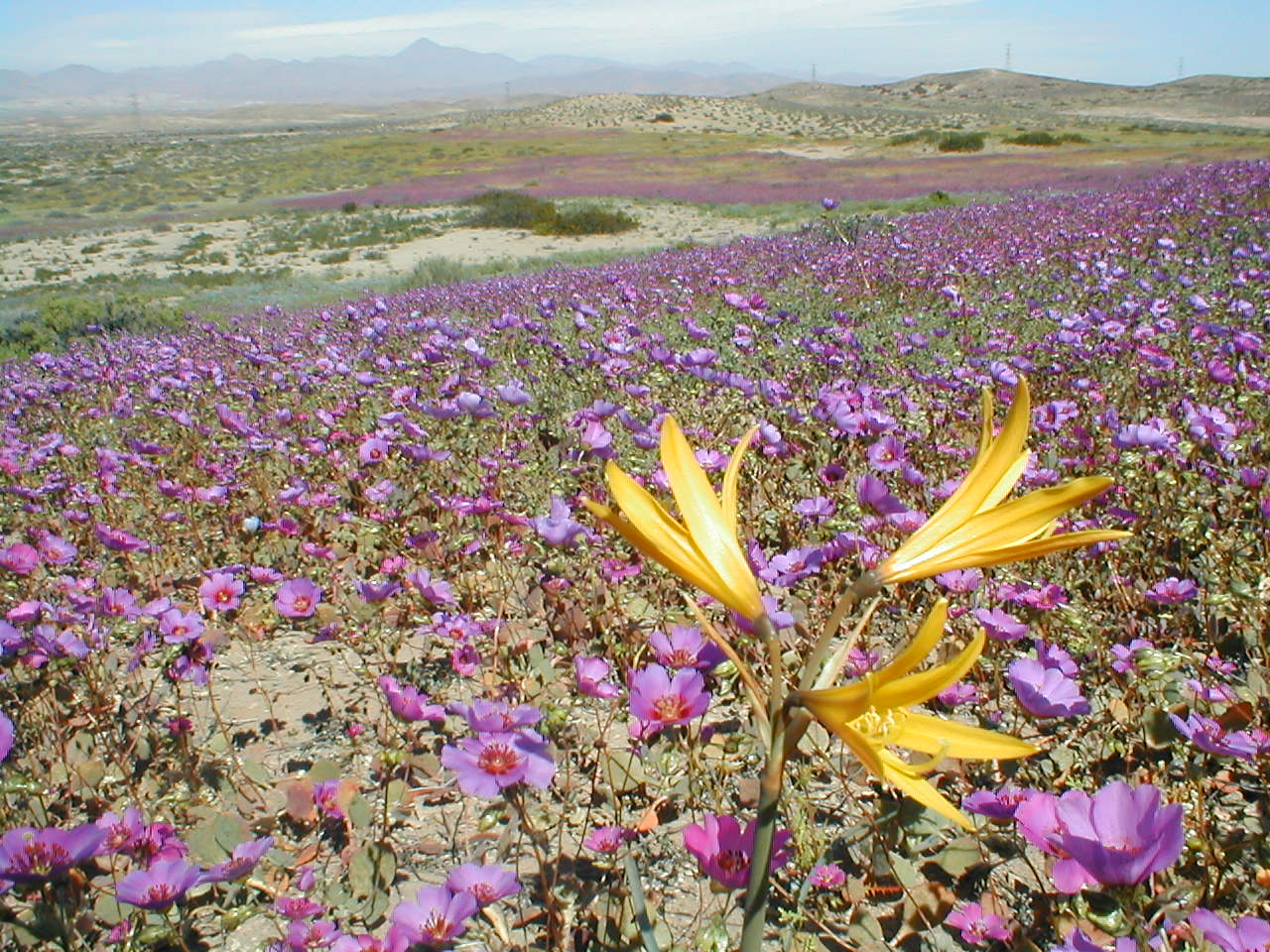
Desierto florido del centro-norte de Chile; Región fitogeográfica Neotropical.

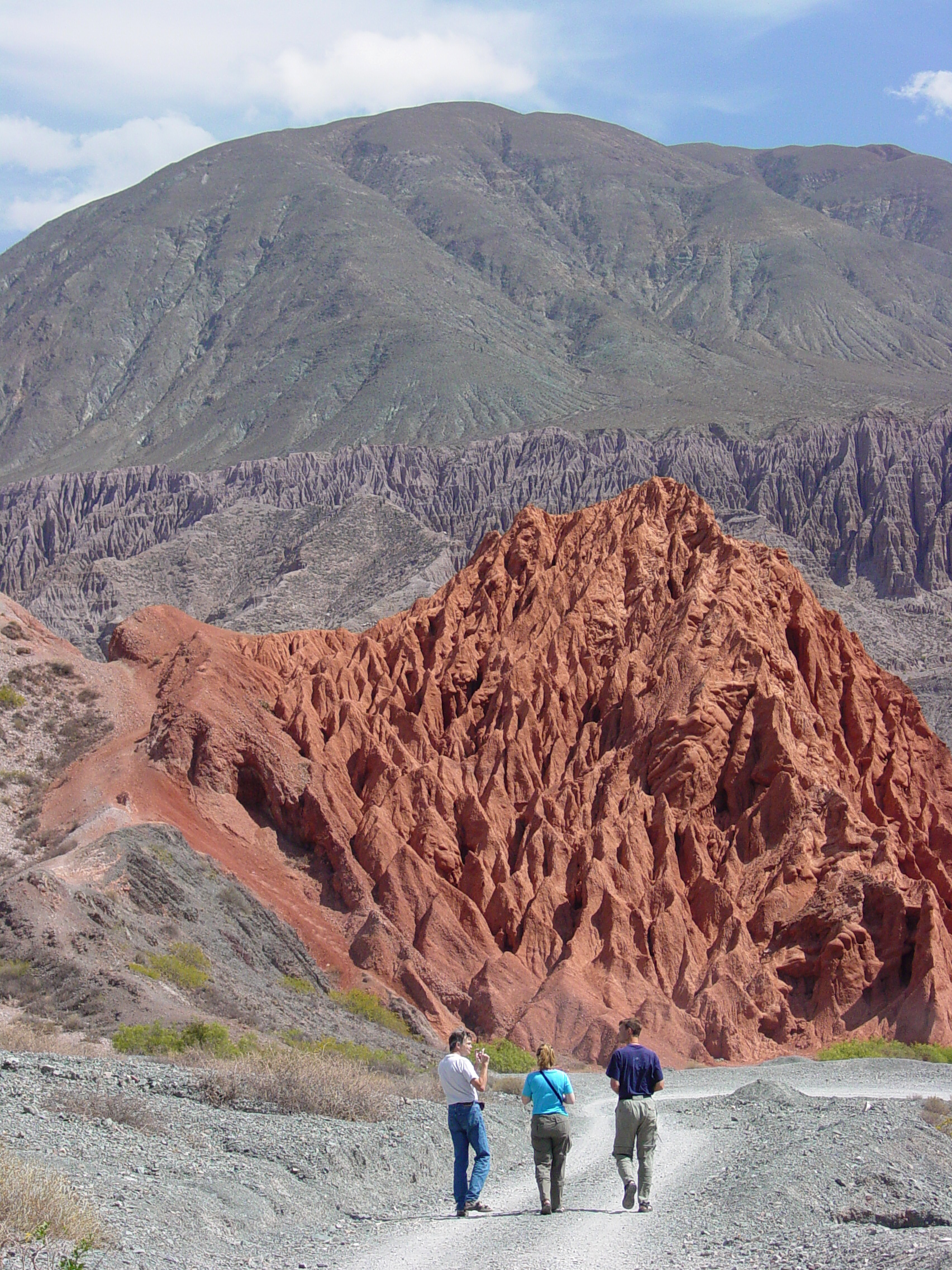
Alrededores de Purmamarca, Región fitogeográfica Neotropical.

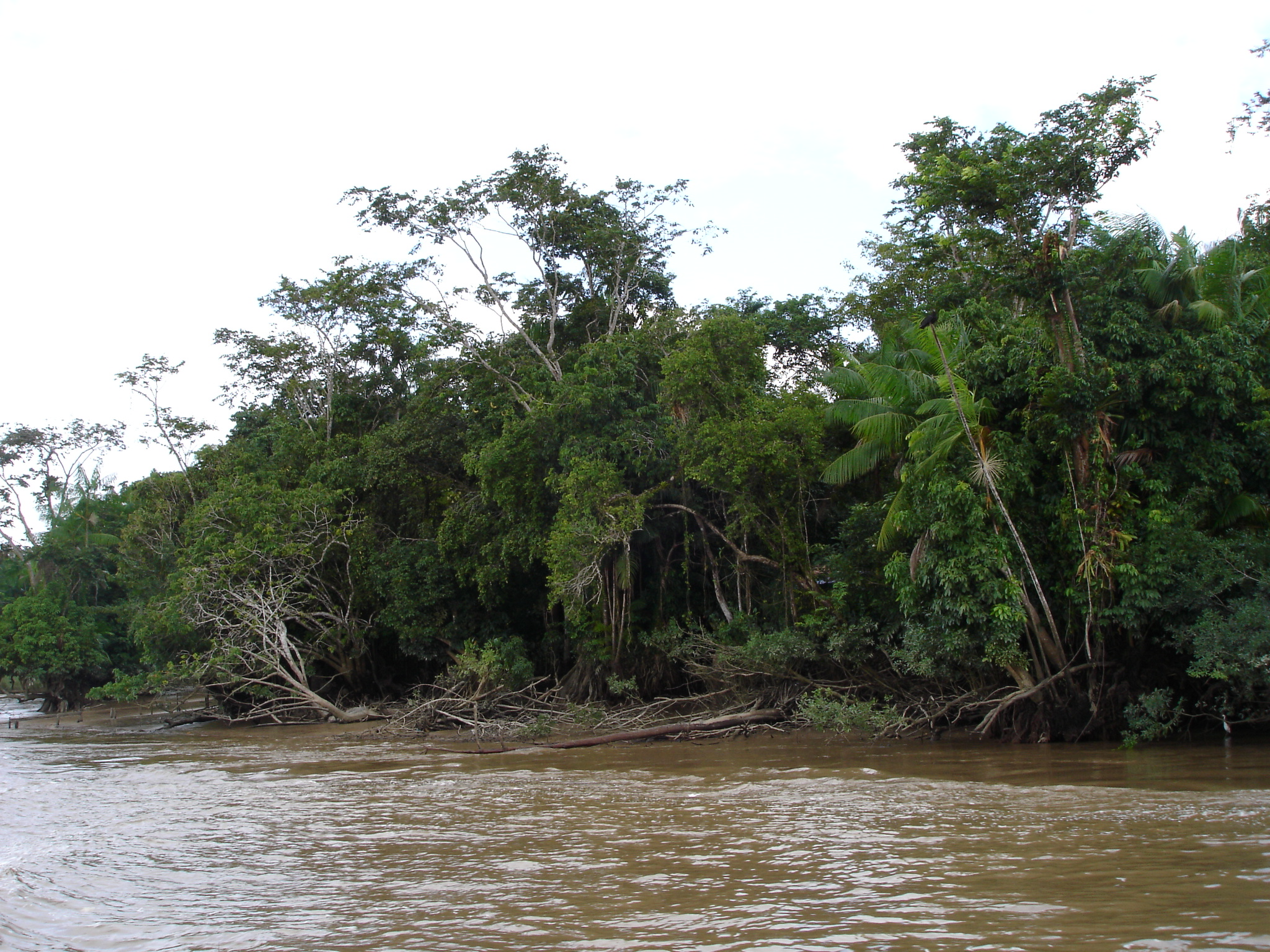
Selva amazónica, Región fitogeográfica Neotropical.

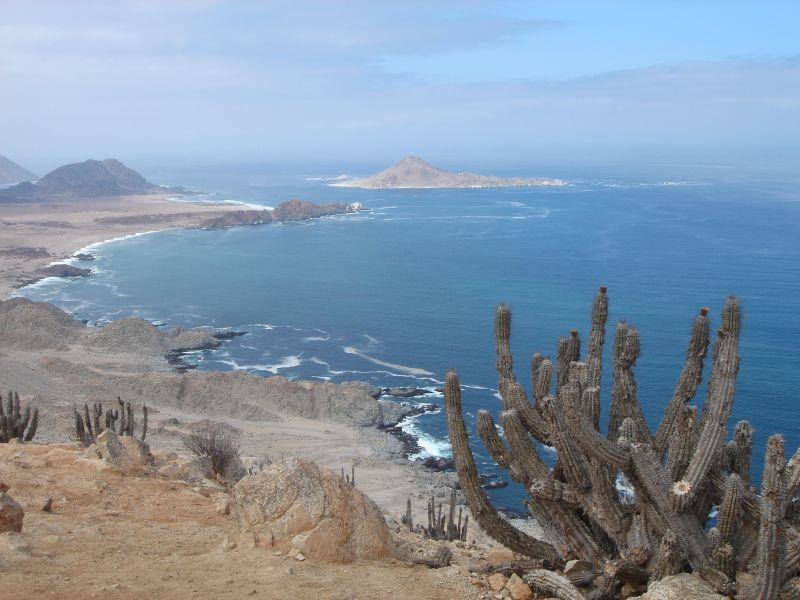
Parque nacional Pan de Azúcar, en el centro-norte de Chile; Región fitogeográfica Neotropical.

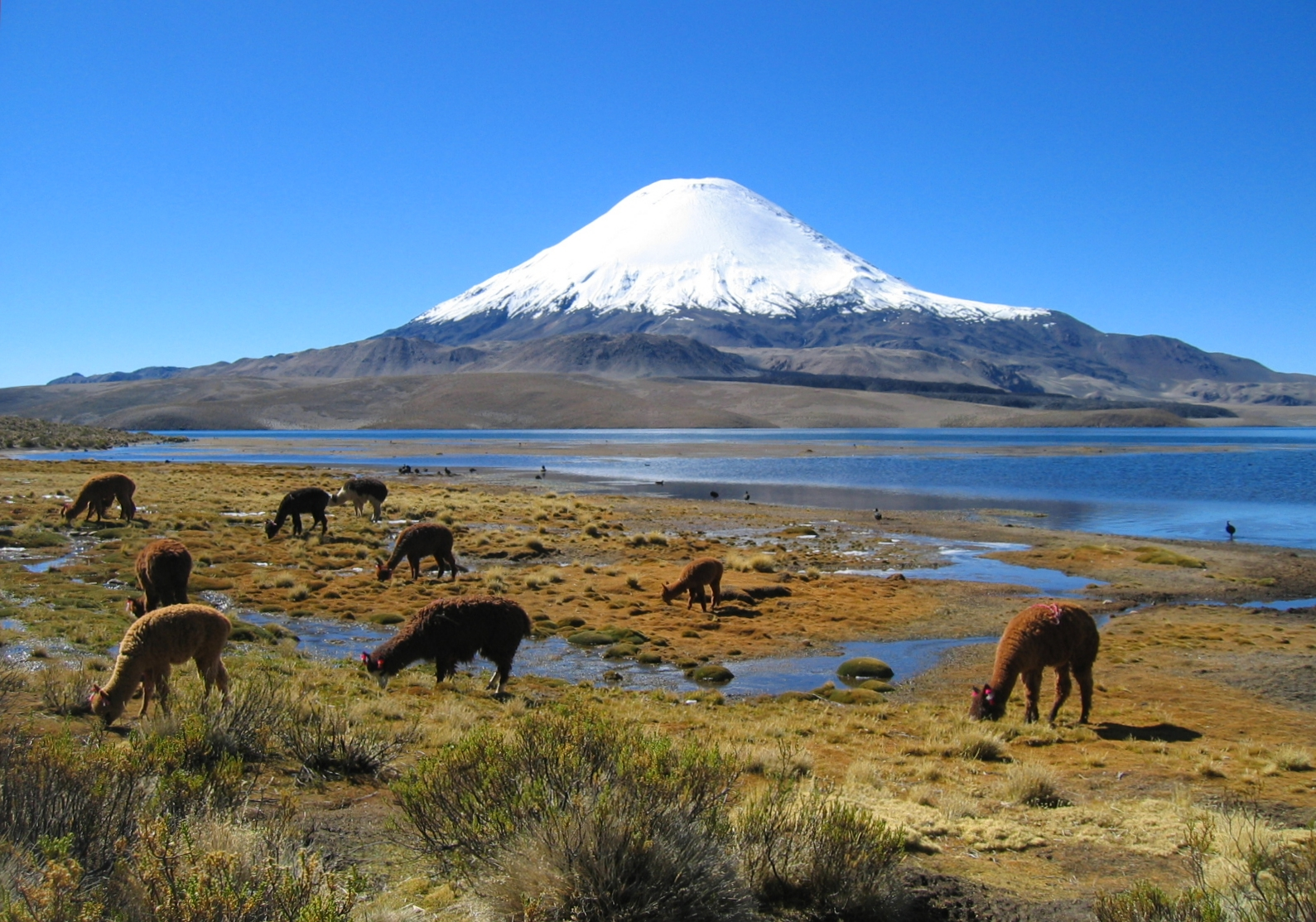
volcán Parinacota y lago Chungará en el norte de Chile; Región fitogeográfica Neotropical.

La Región fitogeográfica Neotropical es uno de los 7 grandes territorios florales globales, llamados también reinos fitogeográficos, imperios florales, o regiones fitogeográficas en que se divide a la Tierra por presentar una vegetación en común, según la clasificación más aceptada: la de Engler, adaptada por Mattick. En fitogeografía, le corresponde la principal unidad tipológica, que corona el siguiente orden jerárquico decreciente: reino, imperio, o región (según el autor); Dominio; provincia; sector y/o distrito (afectados en algún caso por subdivisiones auxiliares de menor o mayor rango, sub- y supra-).
Hay varias clasificaciones generales que establecen un número diferente de reinos, que puede variar, en general, de 4 a 8, y en la que algunos de esos reinos comprenden continentes enteros. Las clasificaciones más comúnmente empleadas son la de Ronald Good y la de Armen Takhtajan, y para la Región fitogeográfica Neotropical la de Ángel Lulio Cabrera. 
Esta Región fitogeográfica abarca territorios desde el sur de América del Norte, por gran parte de Centroamérica, el Caribe, y casi toda Sudamérica, con excepción del sector sudoeste (zona sur y austral de Chile) que corresponde al dominio fitogeográfico subantártico.

## Sinonimia
También es llamada: Reino florístico Neotropical, Imperio floral Neotropical, Reino fitogeográfico Neotrópico, o Reino fitogeográfico Neotropical, etc.

## Distribución
Incluye el sur de América del Norte, gran parte de Centroamérica y el Caribe, y casi toda Sudamérica, con excepción del sector sudoeste del subcontinente, donde se presentan bosques cordilleranos, así como tampoco a las islas subantárticas. Abarca también las dos fajas costeras mexicanas, y el sur de California y de Florida. Las altitudes van desde el nivel marino hasta más allá de los 6000 m s. n. m.

## Afinidades florísticas
Su flora se relaciona con la de la Región fitogeográfica Paleotropical, si bien presenta importantes familias endémicas o muy diversificadas, ausentes o pobremente representadas en otras Regiones fitogeográficas.

## Endemismos y taxones característicos
El neotrópico se caracteriza por la abundancia de elementos tropicales como Arecaceae, aráceas, lauráceas, orquidáceas, etc, variando notablemente la vegetación dependiendo de cada región. Destaca especialmente la familia Orchidaceae; el inventario de la orquideoflora neotropical dista aún de estar completo, pero ya se han descrito más de 11 000 especies. 
Posee 3500 géneros endémicos, y 25 familias endémicas o casi endémicas. Las familias más características son Bromeliaceae, Cactaceae, Malesherbiaceae, Solanaceae, y Tropaeolaceae.

## Subdivisiones
Takhtajan lo subdivide en 5 Dominios (llamados por él regiones): Dominio fitogeográfico Caribeño, Dominio fitogeográfico Montano-Guayánico, Dominio fitogeográfico Amazónico, Dominio fitogeográfico Brasileño, y Dominio fitogeográfico Andino. También se suele incluir en él al Dominio Madreano de la Región fitogeografía Neártica u Holártica.

Otros autores lo subdividen también en 5 Dominios: Dominio fitogeográfico Caribeño, Dominio fitogeográfico Guayánico, Dominio fitogeográfico Amazónico, Dominio fitogeográfico Chaqueño, y Dominio fitogeográfico Andino-Patagónico.

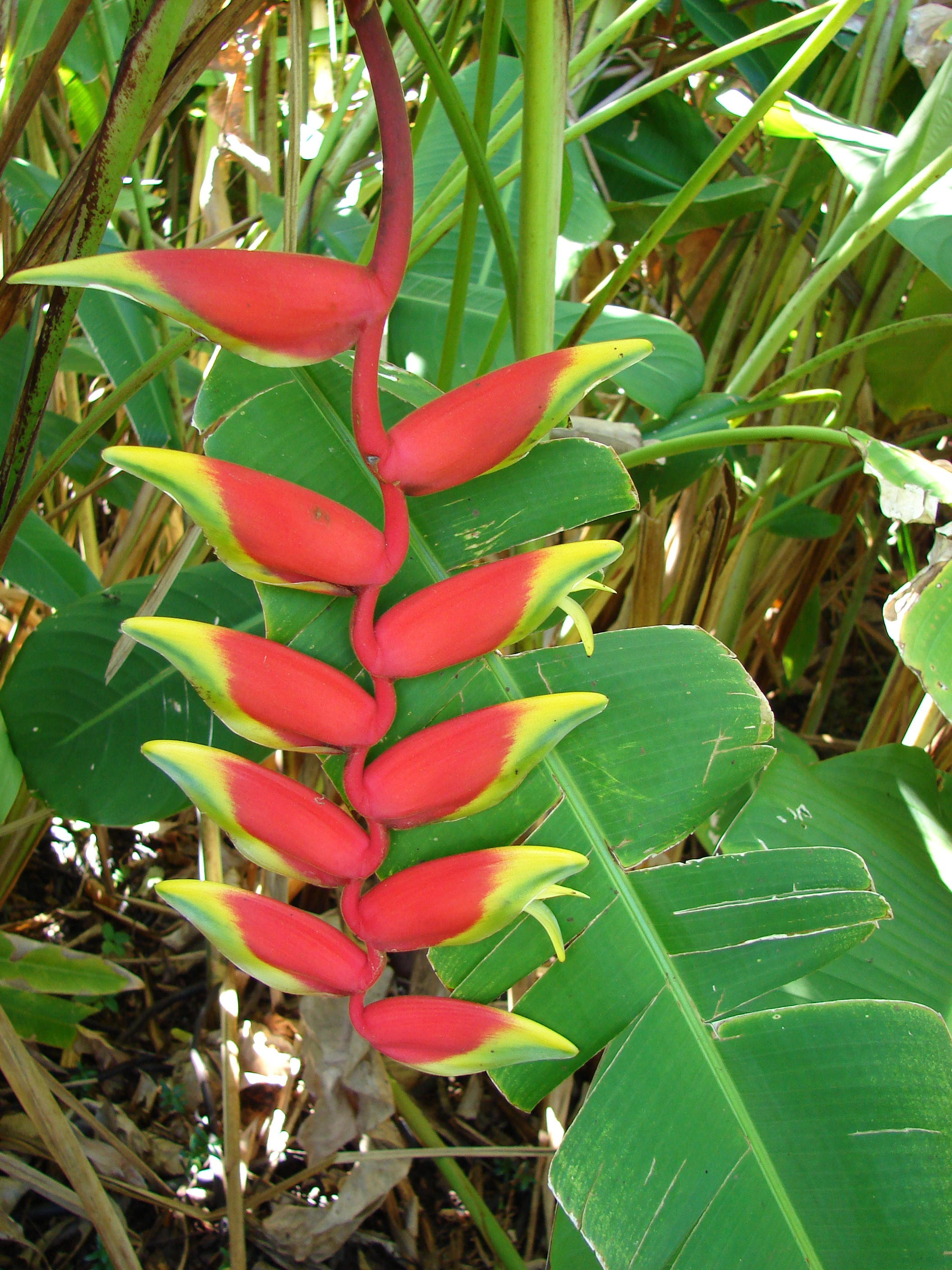
Heliconia rostrata. El género Heliconia es característico de la Región fitogeográfica Neotropical.